# Экофашизм
Экофашизм — радикальный природоохранный принцип, согласно которому жизнь должна быть защищена с помощью тоталитарного режима. Несмотря на пейоративный характер термина, некоторые группы открыто использовали его.

## Характеристика
Экофашизм может рассматриваться как одно из глубинных направлений экологической философии. Его отправной точкой является идея защиты природы ради самой природы, а не преследования человеческих личных интересов. Утверждается, что необходимо приложить усилия для минимизации антропогенного воздействия на природу, что, как считается, требует особенно резкого сокращения численности населения.
Экофашисты заявляют, что их беспокоит влияние роста населения на экологию планеты, и многие из них являются сторонниками евгеники, которые верят в выборочное сокращение населения мира. Пентти Линкола, которого иногда называют экофашистом, считает перенаселение причиной разрушения окружающей среды и скептически относится к демократии. Большинство экофашистов выступает против иммиграции и считает, что она усугубляет перенаселение в целевых[каких?] странах и тем самым разрушает природу. Экофашисты также утверждают, что иммигранты не уважают природу своей новой страны, в отличие от коренного населения. Однако экофашистов в меньшей степени беспокоит вред, наносимый окружающей среде ситуация, их собственными народами, и интенсивное сельское хозяйство.
В финских дебатах рыбака Пентти Линколу иногда называли экофашистом. Другие[какие?] источники относили к экофашистам Савитри Деви, Юлиуса Эволу и Герберта Грюля.
Многих людей, называющих себя экофашистами в Интернете, например в Твиттере, объединяют идеи веганства, борьбы с мультикультурализмом, белого национализма, борьбы с использованием одноразового пластика, антисемитизма и интерес к скандинавскому язычеству, в котором, по мнению некоторых экофашистов, имело место бережное отношение к природе. Экофашисты придерживаются тех же взглядов, что и альт-правые.
Некоторые массовые убийцы называли себя экофашистами или публиковали экофашистские заявления перед тем, как совершить убийства. В их числе главный подозреваемый в нападении на мечеть Новой Зеландии и подозреваемый в убийстве 20 человек в Эль-Пасо в августе 2019 года. По неподтверждённой информации, последний заявил, что он работает над сокращением количества людей в целях сохранения окружающей среды.

## Взгляды фашистов и нацистов на экологию
Роджер Гриффин отмечает связь между фашизмом, религией и экологистскими идеями.
Преклонение перед природой было важной темой для НСДАП и является ключевым вопросом для современных фашистских движений. Нацистское правительство также искало пути для благоприятного ведения лесного хозяйства, издавало законы об охране леса и окружающей среды в целом.
В других фашистских странах определённой экологической политики не проводилось. Исключение составляет румынская Железная гвардия, которая считала «еврейский» капитализм разрушительным для румынской деревни, её православной культуры и окружающей среды. В фашистской Италии прославлялось первобытное состояние природы и осуждалась современность. Гриффин считает, что «фашизм постоянно порождает образы, которые использует благовидные идеи родства и общения с природой в качестве средства мобилизации членов фашистских партий к делу ультранационализма».

## Экофашистские группы
Экофашистских организаций немного. Самая известная из них — Сине-Чёрное Движение и Либертарианская национал-социалистическая партия зелёных. Они подчёркивают синтез экологии и национал-социализма.